# Tainia simondii
Tainia simondii là một loài thực vật có hoa trong họ Lan. Loài này được (Seidenf. ex Aver.) ined. miêu tả khoa học đầu tiên.